# كابوس (فلم مغربي)
كابوس فيلم مغربي من إنتاج 1984 من إخراج أحمد ياشفين و بطولة عز العرب الكغاط و تصوير عبد الكريم الدرقاوي.
يحكي الفيلم قصة رجل يسير أثناء نومه يتمكن في ظروف غامضة من العودة إلى الماضي و بالتحديد إلى فترة أربعينات القرن الماضي يعيش خلالها أحداث تلك الفترة من الزمن و يقدم لنا المخرج صورة واقعية عن المغرب في الأربعينيات من خلال ديكور متقن جسد الأوضاع المعيشية للمملكة في تلك الفترة بدقة متناهية تجعل بطل فيلم في حيرة من أمره هل ما عاشه حلم أم حقيقة، كما تمنح المشاهد قدرا عاليا من التشويق خصوصا أن نهاية الفيلم هيتشكوكيةجعل المخرج سرها في مفتاح.
الفيلم نال جائزتين بالنسخة الثانية لمهرجان الدارالبيضاء، الأولى عن الديكور لمصممه عبدالكريم الغطاس و الثانية جائزة الجمهور لمخرج أحمد ياشفين.

## وصلات خارجية
- مقالات تستعمل روابط فنية بلا صلة مع ويكي بيانات
- كابوس على كاروهات